# Uromastyx geyri
El lagarto de cola espinosa del Sahara (Uromastyx geyri), también llamado uromastyx del Sahara o lagarto de Geyr Dabb, es una especie de lagarto de la familia Agamidae.
Habita el norte de África en zonas semiáridas y rocosas. Se encuentra en Argelia, Mali y Nigeria.

## Descripción
Es un animal tranquilo de hábitos diurnos.
Con un largo 35 cm promedio y unos 250 gramos de peso y es una especie pequeña dentro de su género.
Este lagarto es generalmente amarillento o naranja con puntos más claros siendo entre los Uromastyx de los que cuentan con colores más brillantes.